# Regigigas
Regigigas (prononcé réjiguigas) est un Pokémon légendaire apparu pour la première fois dans Pokémon Diamant et Perle. (quatrième génération) Il possède une force colossale, si bien qu'un jour, Regigigas aurait traîné les continents avec des cordes pour les relier entre eux. Il est le maître des cinq golems Regirock, Regice, Registeel Regieleki et Regidrago mais personne ne sait comment ils communiquent entre eux.
Regigigas aurait créé ces Pokémon à  son image à partir de la glace, de la roche et du magma.

## Création

### Conception graphique
Regigigas est un gigantesque golem blanc possédant de nombreux appendices jaunes, ainsi qu'une collerette et des atours verts. Il possède des puissants bras et mains robotiques, ainsi que trois perles symbolisant les trois golems de part et d'autre de son appendice jaune central.

## Description
Regigigas est un Pokémon de type Normal. Il possède la capacité spéciale Début Calme, réduisant de moitié les statistiques Attaque et Vitesse durant les 5 premiers tours d'un combat.

## Apparitions

### Jeux vidéo
Regigigas apparaît dans la série de jeux vidéo Pokémon. D'abord en japonais, puis traduits en plusieurs autres langues, ces jeux ont été vendus à plus de 200 millions d'exemplaires à travers le monde.
Sur Pokémon Diamant et Perle, pour rencontrer Regigigas, il faut transférer Regice, Regirock et Registeel à partir de Pokémon Rubis, Saphir ou Émeraude. Il est au Temple de Frimapic. À l'inverse, sur Pokémon Platine, on peut avoir, lors d'Evènements Nintendo, un Regigigas permettant de capturer Regirock, Regice et Registeel.
Dans Pokémon Rubis Oméga et Saphir Alpha, il est possible d'obtenir Regigigas. Il faut tout d'abord posséder les trois autres golems sur soi, avoir donné un surnom à Regice et lui avoir fait tenir un objet en rapport avec la glace (Boule de Neige, Glace Volute, Glace Éternelle ou Roche Glace). À ce moment-là, le chef des trois golems apparaîtra dans la caverne où se trouvait Regice.

### Série télévisée et films
La série télévisée Pokémon ainsi que les films sont des aventures séparées de la plupart des autres versions de Pokémon et mettent en scène Sacha en tant que personnage principal. Sacha et ses compagnons voyagent à travers le monde Pokémon en combattant d'autres dresseurs Pokémon.